# بلی پوتوک (کنگاژواتس)
بلی پوتوک (به صربی: Beli Potok) یک منطقهٔ مسکونی در صربستان است که در Knjaževac واقع شده‌است. بلی پوتوک ۲۴۳ نفر جمعیت دارد.